# Celmisia sericophylla
Celmisia sericophylla là một loài thực vật có hoa trong họ Cúc. Loài này được J.H.Willis mô tả khoa học đầu tiên năm 1954.